# Carol Huynh

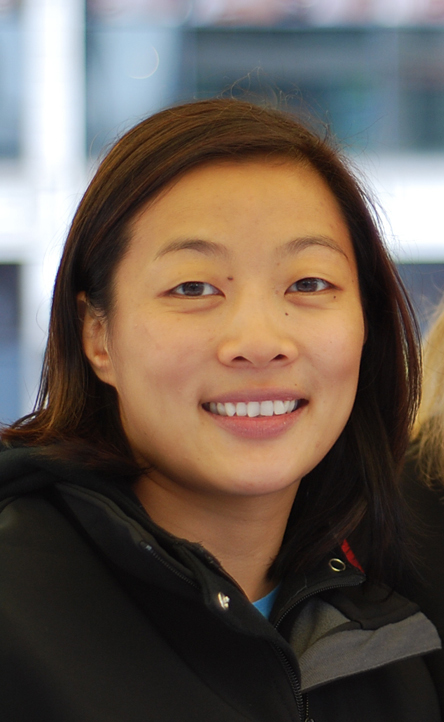
Carol Huynh (2009)

Carol Huynh (* 16. November 1980 in Hazelton, British Columbia) ist eine kanadische Ringerin. Sie wurde 2008 Olympiasiegerin in der Gewichtsklasse bis 48 kg Körpergewicht.

## Werdegang
Carol Huynh ist die Tochter einer Vietnamesin und eines Chinesen, die in den 1970er Jahren nach Kanada eingewandert sind. Die Familie, Carol Huynh hat noch fünf Geschwister, ließ sich mit Unterstützung einer kirchlichen Vereinigung in Hazelton nieder. Dort besuchte sie die Oberschule und begann zusammen mit ihren Geschwistern mit dem Ringen. Sie gehörte damals dem Hazelton Wrestling Club an. Ab 1998 besuchte sie die Simon Fraser University in Burnaby und trat dem Burnaby Mountain Wrestling Club bei. 2007 wechselte sie an die University of Calgary und wurde Mitglied des University of Calgary Wrestling Club. Ihre Trainer waren hauptsächlich Paul Ragusa und Leigh Vierling.
Carol Huynh, die Kinesiologie und Psychologie studierte, heiratete im Jahre 2005 Dan Briggs, einen ehemaligen Ringer und Sozialarbeiter. Das Ehepaar wohnt in Calgary.
Carol Huyhn ringt seit Beginn ihrer Laufbahn bei den Aktiven in der niedrigsten Gewichtsklasse (bis 44 kg/46 kg/48 kg Körpergewicht (KG)), von einigen Ausflügen in die nächsthöhere Gewichtsklasse (bis 51 kg KG) abgesehen. Bei den Frauen wird dabei nur im freien Stil gerungen.
Die internationale Karriere von Carol Huynh begann bei den Junioren-Weltmeisterschaften 1999 in Bukarest in der Gewichtsklasse bis 46 kg KG. Sie belegte dort den 7. Platz. Auch bei den Junioren-Weltmeisterschaften 2000 in Nantes gelang es ihr noch nicht einen Spitzenplatz zu erzielen, sie wurde dort nur Neunte. Aber noch im gleichen Jahr startete sich auch bei den Weltmeisterschaften der Seniorinnen in Sofia und gewann dort auf Anhieb eine Bronzemedaille. Die Kampf um diese Medaille besiegte sie die Französin Farah Touchi nach Punkten.
Im Jahre 2001 wurde Carol Huyhn auch erstmals kanadische Meisterin in der Gewichtsklasse bis 48 kg KG. Diesen Titel gewann sie bis zum Jahre 2008 insgesamt siebenmal. Lediglich im Jahre 2003 musste sie sich hinter Lindsay Belisle und Belinda Chou mit dem 3. Platz begnügen.
Bei den Weltmeisterschaften 2001, die wiederum in Sofia stattfand, kam Carol Huynh mit Siegen über Mayelis Caripá aus Venezuela, Kornelia Tzekowa aus Bulgarien und Farah Touchi bis in den Endkampf, in dem sie der mehrfachen Weltmeisterin Irina Melnik-Merleni aus der Ukraine gegenüberstand und die diesen Endkampf nach Punkten für sich entscheiden konnte. Der Gewinn des Vizeweltmeistertitels war für die junge Carol Huynh aber ein großer Erfolg.
In den nächsten Jahren war Carol Huynh auf den internationalen Ringermatten nicht mehr so erfolgreich. Im Jahre 2002 belegte sie bei den Weltmeisterschaften in Chalkidis/Griechenland den 5. Platz, als sie nach zwei Siegen gegen die Schwedin Ida Hellström verlor. Im Jahre 2003 wurde sie nicht für die Weltmeisterschaften aufgeboten und im Jahre 2004 verpasste sie den Sprung zu den Olympischen Spielen in Athen, weil sie in der kanadischen Olympiaausscheidung hinter Lindsay Belisle nur den 2. Platz belegte.
Im Jahre 2005 war sie bei den Weltmeisterschaften in Budapest wieder am Start. In der Gewichtsklasse bis 48 kg gewann sie dabei wieder eine Bronzemedaille. Sie besiegte dabei im Kampf um diese Medaille Mayelis Caripá. Im gleichen Jahr wurde sie auch Studenten-Weltmeisterin.
Im Jahre 2006 musste sich Carol Huynh beim Welt-Cup in Nagoya nur der japanischen Weltmeisterin Chiharu Ichō geschlagen gegen und belegte vor Stefanie Murata aus den Vereinigten Staaten den zweiten Platz. Bei den Weltmeisterschaften dieses Jahres in Guangzhou unterlag sie erneut gegen Chiharu Icho und verpasste mit einer weiteren Niederlage gegen Francisca de Paola Martinez aus Italien auch den Kampf um die Bronzemedaille und kam deswegen nur auf den 5. Platz.
Den gleichen Platz belegte sie auch bei den Weltmeisterschaften 2007 in Baku. Hier unterlag sie nach drei Siegen gegen Irina Melnik-Merleni und im Kampf um den Einzug in das „kleine Finale“ überraschenderweise auch gegen Mayelis Caripá, die sie vorher schon mehrmals besiegt hatte (6:8 tech. Punkte).
Im Jahre 2008 siegte Carol Huynh bei der kanadischen Olympiaausscheidung (Trials) vor Erica Sharp und vertrat damit Kanada bei den Olympischen Spielen in Peking in der Gewichtsklasse bis 48 kg KG. In Peking gewann sie gegen Mariya Stadnik aus Aserbaidschan, Hyung-Joo aus Südkorea, Tatjana Bogatschuk aus Kasachstan und im Endkampf erstmals auch gegen Chiharu Ichō, die sie mit 2:0 Runden und 6:1 techn. Punkten sicher auspunktete. Sie gewann damit die olympische Goldmedaille und erzielte damit den größten Erfolg, den eine Sportlerin oder ein Sportler überhaupt erringen kann.
Sie setzte nach dem Olympiasieg ihre Karriere fort und gewann bei den Weltmeisterschaften 2010 in Moskau eine Bronzemedaille, die sie nach einer Niederlage im Halbfinale gegen Hitomi Obara mit Siegen in der Trostrunde über Kristina Daranuza, Ukraine und Iwona Matkowska gewann. 2010 siegte sie bei den Commonwealth Games in Neu-Delhi, wobei sie im Finale die Inderin Nirmala Devi schlug. 2011 verpasste sie mit einem 5. Platz bei den Weltmeisterschaften in Istanbul knapp eine Medaille.
Im Jahre 2012 gelang es ihr dann bei den Olympischen Spielen in London noch einmal eine Medaille zu gewinnen. Mit Siegen über Nguyen Thi Lua, Vietnam und Vanessa Kaladschinskaja, Belarus, einer Niederlage gegen Hitomi Obara Sakamoto und einem Sieg über Isabella Sambou aus dem Senegal erkämpfte sie sich eine Bronzemedaille. Für ihre Verdienste um den Ringersport wurde sie im September 2013 in die FILA International Wrestling Hall of Fame aufgenommen.

## Internationale Erfolge
| Jahr | Platz  | Wettbewerb                                  | Gewichtsklasse | Ergebnisse |
| 1999 | 7.     | Junioren-WM in Bukarest                     | bis 46 kg      | Siegerin: Irina Melnik-Merleni, Ukraine vor Lilia Kaskarakowa, Russland, und Kanako Miki, Japan |
| 2000 | 9.     | Junioren-WM in Nantes                       | bis 46 kg      | nach einem Sieg über Lilia Kaskarakowa und einer Niederlage gegen Irina Melnik-Merleni |
| 2000 | 3.     | WM in Sofia                                 | bis 46 kg      | nach Siegen über Mayelis Caripá, Venezuela, und Kao Wei-Chien, Taiwan, einer Niederlage gegen Inga Karamtschakowa, Russland, und einem Sieg über Farah Touchi, Frankreich                                 |
| 2001 | 4.     | Canada-Cup in Calgary                       | bis 51 kg      | hinter Magdalena Avellano, Mexiko, Lindsay Rushton und Brittanee Laverdure, beide Kanada |
| 2001 | 2.     | WM in Sofia                                 | bis 46 kg      | mit Siegen über Mayelis Caripá, Kornelia Tzekowa, Bulgarien, und Farah Touchi und einer Niederlage gegen Irina Melnik-Merleni                                                                             |
| 2002 | 5.     | WM in Chalkidis/Griechenland                | bis 48 kg      | mit Siegen über Inessa Rebar, Ukraine, und Yadav Kamini, Indien, und einer Niederlage gegen Ida Hellström, Schweden                                                                                       |
| 2003 | 1.     | Canada-Cup in Guelph                        | bis 48 kg      | vor Krista Wells, Kanada, und Flor Quise Lodova, Peru |
| 2003 | 3.     | Welt-Cup in Tokio                           | bis 44 kg      | hinter Patricia Miranda, USA, und Zuying Yang, Volksrepublik China |
| 2004 | 2.     | Canada-Cup in Guelph                        | bis 48 kg      | hinter Angela Mott, Kanada, und Helen Askron, USA |
| 2004 | 1.     | „Dave-Schultz“-Memorial in Colorado Springs | bis 51 kg      | vor Melina Hutchinson und Malinda Ripley, beide USA |
| 2004 | 3.     | Austrian-Ladies-Cup                         | bis 48 kg      | hinter Brigitte Wagner, Deutschland, und Lindsay Belisle, Kanada |
| 2004 | 1.     | „Gilbert-Schaub“-Turnier in Tourcoing       | bis 48 kg      | vor Catherine Delunche, Frankreich, und Brigitte Wagner |
| 2004 | 3.     | Welt-Cup in Tokio                           | bis 48 kg      | hinter Deng Weichan, China, und Chiharu Ichō, Japan, vor Clarissa Chun, USA |
| 2005 | 1.     | „Dave-Schultz“-Memorial in Colorado Springs | bis 48 kg      | vor Sara Fulp-Allen, Sadie Kaneda, beide USA, und Guadeloupe Perez, Mexiko |
| 2005 | 1.     | Klippan-Ladies-Open                         | bis 48 kg      | vor Annika Hofmann, Deutschland, Vanessa Brown und Caitlyn Chase, beide USA |
| 2005 | 3.     | WM in Budapest                              | bis 48 kg      | nach einem Sieg über Shumel, Indien, einer Niederlage gegen Irina Melnik-Merlini, einem Sieg über Sarianne Savola, Finnland, und einer Niederlage gegen Mayelis Caripá                                    |
| 2005 | 1.     | World-University-Games                      | bis 48 kg      | vor Yuuri Funatsu, Japan, Monna Schichkina, Russland, Oleksandra Kohut, Ukraine, und Sara Fulp-Allen |
| 2005 | 3.     | New-York-Athletic-Club-Open                 | bis 48 kg      | hinter Stefanie Murata und Clarissa Chun, beide USA, vor Alana King, Kanada |
| 2006 | 2.     | Canada-Cup in Guelph                        | bis 48 kg      | hinter Li Xiaomei, China, vor Angela Mott und Lindsay Rushton, beide Kanada |
| 2006 | 1.     | Turnier in Minsk                            | bis 48 kg      | vor Lilia Kaskarakowa und Sadowska, Polen |
| 2006 | 2.     | Welt-Cup in Nagoya                          | bis 48 kg      | hinter Chiharu Icho, Japan, vor Stefanie Murata und Inga Karamtschatkowa |
| 2006 | 1.     | Golden-Grand-Prix in Baku                   | bis 48 kg      | vor Christina Croitoru, Rumänien, Maryanna Markewitsch, Belarus und Sigrun Dobner, Deutschland |
| 2006 | 5.     | WM in Guangzhou                             | bis 48 kg      | mit Siegen über Christina Croitoru und Kang Son-A, Nordkorea, einer Niederlage gegen Chiharu Icho, einem Sieg über Mayelis Caripá und einer Niederlage gegen Francisca de Paola Martinez, Italien         |
| 2007 | 2.     | „Dave-Schultz“-Memorial in Colorado Springs | bis 48 kg      | hinter Stefanie Murata, vor Sofia Mattsson, Schweden |
| 2007 | 1.     | „Guelph-Open“                               | bis 48 kg      | vor Mary Kelly u. Clarissa Chun, beide USA, und Erica Sharp, Kanada |
| 2007 | 2.     | Großer Preis von Deutschland in Dormagen    | bis 48 kg      | hinter Brigitte Wagner, vor Takedowa, Russland |
| 2007 | 1.     | Pan Amerikanische Spiele in Rio de Janeiro  | bis 48 kg      | vor Ingrid Medrano Cuellar, El Salvador, Stefanie Murata und Mayelis Caripá |
| 2007 | 5.     | WM in Baku                                  | bis 48 kg      | mit Siegen über Lilya Schakirowa, Ukraine, und Lilia Kaskarakowa, einer Niederlage gegen Irina Melnik-Merleni, einem Sieg über Sara Sanchez Parra, Spanien, und einer Niederlage gegen Mayelis Caripá     |
| 2008 | 1.     | Intern. Turnier in Pitești                  | bis 48 kg      | mit Siegen über Gheorgeta Trofim, Michaela Munteanu, Ileana Dobrescu und Ionela Coanda, alle Rumänien |
| 2008 | 2.     | „Alexander-Medwed“-Turnier in Kiew          | bis 48 kg      | hinter Patricia Miranda, USA, vor Tatjana Bogatschuk, Kasachstan, und N. Budu, Moldawien |
| 2008 | 1.     | Great-Britain-Cup in Sheffield              | bis 48 kg      | mit Siegen über Anna Lukasiak, Polen, Tina Ylinan, Finnland, und Jana Stadnik, Großbritannien |
| 2008 | Gold   | OS in Peking                                | bis 48 kg      | nach Siegen über Mariya Stadnik, Aserbaidschan, Hyung-Joo, Südkorea, Tatjana Bogatschuk und Chiharu Icho                                                                                                  |
| 2009 | 1.     | „Dave-Schultz“-Memorial in Colorado Springs | bis 48 kg      | vor Alana King und Alyssa Lampe, beide USA |
| 2009 | 2.     | Turnier in Kiew                             | bis 48 kg      | nach Siegen über Maria Liwach, Ukraine, Volka Pawlowa, Belarus, Alyssa Lampe und Ljubow Schukowa, Russland, und einer Niederlage gegen Mariya Stadnik                                                     |
| 2010 | 2.     | "Dave-Schultz-Memorial in Colorado Springs  | bis 48 kg      | hinter Zhao Shasha, China, vor Alyssa Lampe |
| 2010 | 1.     | Großer Preis von Deutschland in Dormagen    | bis 48 kg      | vor Lenka Matejewa, Slowakei und Clarissa Chun |
| 2010 | 3.     | WM in Moskau                                | bis 48 kg      | nach Siegen über Sara Sanchez Parra, Spanien, und Tsogtbadsaryn Enchdschargal, Mongolei, einer Niederlage gegen Hitomi Obara, Japan und Siegen über Kristina Daranuza, Ukraine und Iwona Matkowska        |
| 2010 | 1.     | Commonwealth Games in New Delhi             | bis 48 kg      | vor Nirmak Devi, Indien, und Folasade Adekudroye, Nigeria |
| 2011 | 2.     | „Dave-Schultz“-Memorial in Colorado Springs | bis 48 kg      | hinter Iwona Matkowska, vor Sara Fulp-Allen |
| 2011 | 3.     | Großer Preis von Deutschland in Dormagen    | bis 48 kg      | hinter Iwona Matkowska und Aurelie Basset, Frankreich |
| 2011 | 1.     | Intern. Turnier in Kiew                     | bis 48 kg      | vor Natalja Pulkowska, Ukraine, Jana Stadnik und Oleksandra Kohut |
| 2011 | 5.     | WM in Istanbul                              | bis 48 kg      | nach Siegen über Vanessa Boubryemm und Jaqueline Schellin, Deutschland, einer Niederlage gegen Hitomi Obara Sakamoto, einem Sieg über Henriette Slottum, Norwegen, und einer Niederlage gegen Zhao Shasha |
| 2011 | 1.     | Pan Amerikanische Spiele in Guadalajara     | bis 48 kg      | vor Clarissa Chun und Carolina Castillo Hidalgo, Kolumbien |
| 2012 | 4.     | „Dave-Schultz“-Memorial in Colorado Springs | bis 48 kg      | hinter Alyssa Lampe, Jessica Medina und Victoria Anthony, alle USA |
| 2012 | 7.     | Intern. Turnier in Kiew                     | bis 48 kg      | Siegerin: Maria Stadnik vor Irina Melnik-Merleni |
| 2012 | 7.     | Welt-Cup in Tokio                           | bis 48 kg      | Siegerin: Hitomi Obara Sakamoto vor Li Hui, China |
| 2012 | Bronze | OS in London                                | bis 48 kg      | nach Siegen über Nguyen Thi Lua, Vietnam und Vanessa Kaladschinskaja, Belarus, einer Niederlage gegen Hitomi Obara Sakamoto und einem Sieg über Isabelle Sambou, Senegal                                  |

## Erläuterungen
- alle Wettbewerbe im freien Stil
- OS = Olympische Spiele, WM = Weltmeisterschaften

## Kanadische Meisterschaften
- 2001, 1. Platz, bis 48 kg KG, vor Tania Mair und Julie Harris,
- 2002, 1. Platz, bis 48 kg KG, vor Julie Harris und Tania Mair,
- 2003, 3. Platz, bis 48 kg KG, hinter Lindsay Belisle und Belinda Chou,
- 2004, 1. Platz, bis 48 kg KG, vor Angela Mott und Amber McCrystal,
- 2005, 1. Platz, bis 48 kg KG, vor Alana King und Miranda Dick,
- 2006, 1. Platz, bis 48 kg KG, vor Alana King und Lindsay Rushton,
- 2007, 1. Platz, bis 48 kg KG, vor Lindsay Rushton,
- 2008, 1. Platz, bis 48 kg KG

## Olympiatrials
- 2004, 2. Platz, bis 48 kg KG, hinter Lindsay Belisle,
- 2008, 1. Platz, bis 48 kg KG, vor Erica Sharp